# 울산 멸치후리 그물당기기
울산 멸치후리 그물당기기는 울산광역시 울주군 온산읍 이진리 어민들의 어업하는 방식의 문화재이다.

## 개요
울산 멸치후리 그물당기기는 모래가 깔린 해역에서 그물을 당겨 멸치를 잡던 방식으로 흔히 '후리'라고 불린다. 이 어로방식은 길이 800ｍ에 이르는 긴 그물을 U자형으로 둘러치고 80여명이 끌어당겨 멸치를 잡는 것이다. 그러나 1970년대에 온산지역 공단화와 어획량 부족 등으로 인해 서서히 자취를 감췄다. 하지만 2004년 8월 16일 서생면 진하리의 진하해수욕장에서 최초 재현행사를 열었고, 2007년 중반에는 울산광역시에 무형문화재 지정신청을 했다. 2007년 8월 30일에는 온양읍 삼광리의 울주향토사료관에서 개최되었으며 최초로 육지에서 개최되었다. 최초로 육지에서 개최된 재현행사에는 온산공단이 공업화되기 전까지 어업에 종사했던 어민 60여명이 출연했다.